# Cerkiew Świętych Apostołów Piotra i Pawła w Uściługu
Cerkiew pod wezwaniem Świętych Apostołów Piotra i Pawła – prawosławna cerkiew parafialna w Uściługu, w dekanacie włodzimiersko-wołyńskim eparchii włodzimiersko-wołyńskiej Ukraińskiego Kościoła Prawosławnego Patriarchatu Moskiewskiego.
Świątynia znajduje się na cmentarzu, przy ulicy Parchomenka 44.
Cerkiew wzniesiono w 1920 r. Jest to budowla drewniana, trójdzielna (przedsionek, nawa, prezbiterium). Łączna długość świątyni wynosi 21 m (w tym nawy – około 12 m). Szerokość nawy wynosi 6,4 m; przedsionek i prezbiterium są o 1,5 m węższe. Nad przedsionkiem znajduje się ośmioboczna wieża-dzwonnica kryta dachem namiotowym zwieńczonym kopułką. Nawa kryta jest dachem dwuspadowym, na którym znajduje się niewielki ośmioboczny bęben zwieńczony kopułką.